# Arraincourt
Arraincourt település Franciaországban, Moselle megyében. Lakosainak száma 123 fő (2022. január 1.). Arraincourt Brulange, Holacourt, Lesse, Many és Thicourt községekkel határos.

## Népesség
A település népességének változása:
| Lakosok száma | 157  | 119  | 122  | 130  | 129  | 128  | 125  | 126  | 121  | 123  |
|               | 1968 | 1990 | 2006 | 2011 | 2015 | 2016 | 2018 | 2019 | 2021 | 2022 |